# Rotterdam Open 2004 - Qualificazioni singolare
Le qualificazioni del singolare del Rotterdam Open 2004 sono state un torneo di tennis preliminare per accedere alla fase finale della manifestazione. I vincitori dell'ultimo turno sono entrati di diritto nel tabellone principale. In caso di ritiro di uno o più giocatori aventi diritto a questi sono subentrati i lucky loser, ossia i giocatori che hanno perso nell'ultimo turno ma che avevano una classifica più alta rispetto agli altri partecipanti che avevano comunque perso nel turno finale.
Le qualificazioni del torneo prevedevano 16 partecipanti di cui 4 sono entrati nel tabellone principale.

## Teste di serie
1. Thierry Ascione (Qualificato)
2. Dennis van Scheppingen (Qualificato)
3. Marc Rosset (primo turno)
4. Stefano Pescosolido (ultimo turno)

1. Ivo Heuberger (Qualificato)
2. Daniel Elsner (ultimo turno)
3. Michel Kratochvil (ultimo turno)
4. Tomáš Cakl (primo turno)

## Qualificati
1. Thierry Ascione
2. Dennis van Scheppingen

1. Ivo Heuberger
2. Tomáš Cakl

## Tabellone

### Legenda
| - Q = Qualificato - WC = Wild card - LL = Lucky loser | - ALT = Alternate - SE = Special Exempt - PR = Protected Ranking | - w/o = Walkover - r = Ritirato - d = Squalificato |

### Sezione 1
|  | Primo turno | Primo turno     | Primo turno | Primo turno | Primo turno |  |  | Ultimo turno | Ultimo turno    | Ultimo turno    | Ultimo turno | Ultimo turno |  |
|  |             |                 |             |             |             |  |  |              |                 |                 |              |              |  |
|  | 1           | Thierry Ascione | 5           | 6           | 6           |  |  |              |                 |                 |              |              |  |
|  |             | Tuomas Ketola   | 7           | 4           | 3           |  |  | 1            | Thierry Ascione | Thierry Ascione | 6            | 6            |  |
|  | 6           | Daniel Elsner   | 6           | 1           | 6           |  |  | 6            | Daniel Elsner   | Daniel Elsner   | 2            | 4            |  |
|  |             | Igor Sijsling   | 4           | 6           | 2           |  |  |              |                 |                 |              |              |  |

### Sezione 2
|  | Primo turno | Primo turno            | Primo turno            | Primo turno | Primo turno |  |  | Ultimo turno | Ultimo turno           | Ultimo turno           | Ultimo turno | Ultimo turno |  |
|  |             |                        |                        |             |             |  |  |              |                        |                        |              |              |  |
|  | 2           | Dennis van Scheppingen | Dennis van Scheppingen | 6           | 6           |  |  |              |                        |                        |              |              |  |
|  |             | Andrej Stoljarov       | Andrej Stoljarov       | 4           | 2           |  |  | 2            | Dennis van Scheppingen | Dennis van Scheppingen | 7            | 7            |  |
|  | 7           | Michel Kratochvil      | Michel Kratochvil      | 6           | 6           |  |  | 7            | Michel Kratochvil      | Michel Kratochvil      | 5            | 63           |  |
|  |             | Fred Hemmes            | Fred Hemmes            | 4           | 4           |  |  |              |                        |                        |              |              |  |

### Sezione 3
|  | Primo turno | Primo turno   | Primo turno   | Primo turno | Primo turno |  |  | Ultimo turno | Ultimo turno  | Ultimo turno  | Ultimo turno | Ultimo turno |  |
|  |             |               |               |             |             |  |  |              |               |               |              |              |  |
|  |             | Igor' Kunicyn | Igor' Kunicyn | 6           | 2           |  |  |              |               |               |              |              |  |
|  | 3           | Marc Rosset   | Marc Rosset   | 2           | 0r          |  |  |              | Igor' Kunicyn | Igor' Kunicyn | 65           | 2            |  |
|  | 5           | Ivo Heuberger | 6             | 5           | 6           |  |  | 5            | Ivo Heuberger | Ivo Heuberger | 7            | 6            |  |
|  |             | Björn Phau    | 3             | 7           | 3           |  |  |              |               |               |              |              |  |

### Sezione 4
|  | Primo turno | Primo turno         | Primo turno   | Primo turno | Primo turno |  |  | Ultimo turno | Ultimo turno        | Ultimo turno        | Ultimo turno | Ultimo turno |  |
|  |             |                     |               |             |             |  |  |              |                     |                     |              |              |  |
|  | 4           | Stefano Pescosolido | 4             | 7           | 7           |  |  |              |                     |                     |              |              |  |
|  |             | Robin Haase         | 6             | 65          | 65          |  |  | 4            | Stefano Pescosolido | Stefano Pescosolido | 3            | 4            |  |
|  |             | Tomáš Cakl          | Tomáš Cakl    | 7           | 6           |  |  |              | Tomáš Cakl          | Tomáš Cakl          | 6            | 6            |  |
|  | 8           | Stan Wawrinka       | Stan Wawrinka | 5           | 2           |  |  |              |                     |                     |              |              |  |